# Vaibhavi Merchant

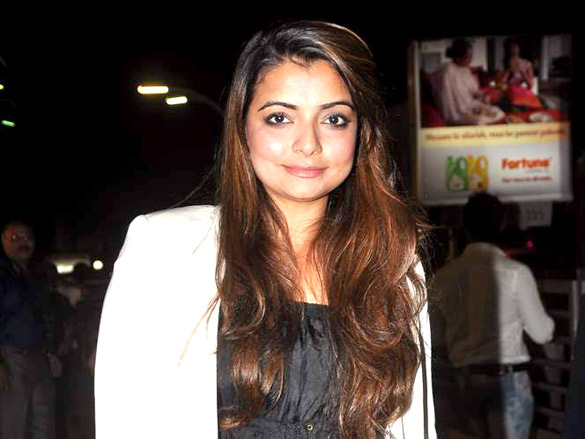
Vaibhavi Merchant, 2012

Vaibhavi Merchant (* 17. Dezember 1975) ist eine Bollywoodtanz-Choreografin.

## Leben
Sie begann ihre Karriere mit der Unterstützung ihres Onkels, des Choreografen  Chinni Prakash, und hatte ihr Debüt als Schauspielerin in Snehapoorvam Anna, kehrte aber wieder zu ihren Wurzeln als Choreografin zurück.
Ihre erste Soloarbeit war die Choreografie zum Song "Dhol Baaje" für den Film Hum Dil De Chuke Sanam. Sie gewann einen National Film Award für ihre Arbeit. 
Nach einer kurzen Pause von der Filmindustrie hatte sie 2001 mit dem Song "O Ri Chhori" in dem oscarnominierten Film Lagaan ein erfolgreiches Comeback.
Sie war auch Choreografin in herausragenden Filmen wie Devdas, Baghban, Fida, Dhoom und Veer-Zaara. Auch choreografierte sie das australische Musical The Merchants of Bollywood, geschrieben von Toby Gough über ihre Familie, sowie "Kajra Re" aus Bunty Aur Babli, einen der beliebtesten Songs des Jahres 2005. Für dessen Choreografie gewann sie mehrere Auszeichnungen.
Neben David Dhawan und Isha Koppikar war sie auch in der Jury von "Nach Baliye 3".

## Auszeichnungen
Für "Kajra Re" in Bunty Aur Babli: 
- IIFA Award/Beste Choreografie
- Zee Cine Award/Beste Choreografie
- Star Screen Award/Beste Choreografie
- Apsara Award/Beste Choreografie

Für "Dhol Baaje" aus Hum Dil De Chuke Sanam: 
- National Film Award/Beste Choreografie

GPBA
- Beste Choreografie für den Film Dostana (2008)

## Filmografie (Auswahl)

### Als Schauspielerin
- 2000: Snehapoorvam Anna
- 2012: Student of the Year (Gastauftritt)

### Als Choreographin
- 1999: Hum Dil De Chuke Sanam
- 2001: Albela
- 2001: Lagaan – Es war einmal in Indien (Lagaan)
- 2002: Filhaal
- 2002: Na Tum Jaano Na Hum
- 2002: Devdas – Flamme unserer Liebe (Devdas)
- 2002: Deewangee
- 2002: Karz - The Burden Of Truth
- 2002: Guru Mahaaguru
- 2003: Nur dein Herz kennt die Wahrheit (Dil Ka Rishta)
- 2003: Dum
- 2003: Kaash Aap Hamare Hote
- 2003: Haasil
- 2003: Mumbai Se Aaya Mera Dost
- 2003: Erzähl mir nichts von Liebe (Kuch Naa Kaho)
- 2003: Und am Abend wartet das Glück (Baghban)
- 2004: Aetbaar
- 2004: Rudraksh
- 2004: Meenaxi
- 2004: Shaadi Ka Laddoo
- 2004: Mut zur Entscheidung – Lakshya (Lakshya)
- 2004: Garv
- 2004: Und unsere Träume werden wahr (Kyun! Ho Gaya Na...)
- 2004: Fida
- 2004: Dhoom! – Die Jagd beginnt (Dhoom)
- 2004: Rakht
- 2004: Dil Ne Jise Apna Kaha – Was das Herz sein Eigen nennt (Dil Ne Jise Apna Kahaa)
- 2004: Madhoshi
- 2004: Tumsa Nahin Dekha
- 2004: Veer und Zaara – Die Legende einer Liebe (Veer-Zaara)
- 2004: Swades – Heimat (Swades)
- 2004: Dil Maange More
- 2005: Chehraa
- 2005: Bunty Aur Babli
- 2005: No Entry – Seitensprung verboten! (No Entry)
- 2005: Ramji Londonwaley
- 2005: Athadu
- 2005: Shaadi No. 1
- 2005: Neal 'n' Nikki
- 2005: Shikhar
- 2006: Rang De Basanti – Die Farbe Safran (Rang De Basanti)
- 2006: Humko Tumse Pyaar Hai
- 2006: Fanaa
- 2006: Krrish
- 2006: Umrao Jaan
- 2006: Baabul
- 2006: Chamki Chameli
- 2006: Dhoom 2 – Back in Action (Dhoom 2)
- 2007: Marigold
- 2007: Heyy Babyy
- 2007: Aaja Nachle – Komm, tanz mit mir
- 2007: Jhoom Barbar Jhoom
- 2007: Papa gibt Gas – Eine Familie ist nicht zu stoppen (Ta Ra Rum Pum)
- 2008: Love Story 2050
- 2008: Ein göttliches Paar (Rab Ne Bana Di Jodi)
- 2008: Thoda Pyaar Thoda Magic
- 2008: Dostana
- 2008: Tashan
- 2009: Mein Herz ruft nach Liebe – Dil Bole Hadippa! (Dil Bole Hadippa!)
- 2009: Luck by Chance – Liebe, Glück und andere Zufälle (Luck by Chance)
- 2009: Delhi-6
- 2009: Kurbaan
- 2009: Kambakkht ishq
- 2010: No Problem
- 2010: Die Hochzeitsplaner – Band Baaja Baaraat (Band Baaja Baaraat)
- 2011: Don – The King is back (Don 2 – The King is back)
- 2011: Game
- 2011: Zindagi Na Milegi Dobara
- 2011: Ladies V/S Ricky Bahl
- 2011: Bodyguard
- 2012: Meenakshi und der Duft der Männer (Aiyyaa)
- 2012: Ek Tha Tiger
- 2012: Solang ich lebe – Jab Tak Hai Jaan
- 2013: Bombay Talkies
- 2013: Bhaag Milkha Bhaag
- 2013: Dhoom: 3